# Caelius Aconius Probianus
Caelius Aconius Probianus war ein spätantiker weströmischer Politiker im 5. Jahrhundert. 
Probianus führte den Ehrentitel vir clarissimus und diente zwischen 461 und 463 als Prätorianerpräfekt von Italien unter Kaiser Libius Severus. Im Jahr 471 war er gemeinsam mit Kaiser Leo I. Konsul. Sein Name deutet auf eine Verbindung zur Familie der Aconii Catullini und Aconia Fabia Paulina hin.